# Asiti vellutat
L'asiti vellutat(Philepitta castanea) és una espècie d'ocell de la família dels filepítids (Philepittidae) que habita els boscos de les muntanyes de l'est i nord-oest de Madagascar.